# Lanugohaar

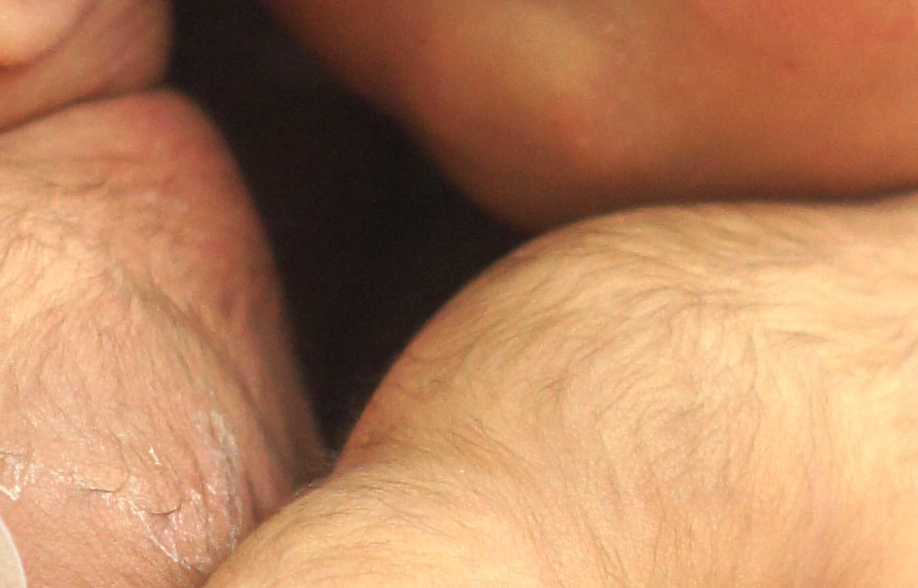
Lanugohaare bei Neugeborenen

Als Lanugo, Lanugohaar (von lateinisch lana „Wolle“) oder Flaum- oder Wollhaar bezeichnet man den Haarflaum, der den Fötus bedeckt.
Die Lanugo ist ein Schutz für die Haut des Ungeborenen und entsteht etwa in der 13. bis 16. Schwangerschaftswoche. Zu jedem Haar gehört eine Talgdrüse, die eine fettige Substanz, die Vernix caseosa (Käseschmiere), produziert. Die Lanugobehaarung trägt dazu bei, dass die Käseschmiere am Körper haften bleibt. Dadurch wird die Haut vor dem Aufweichen durch das Fruchtwasser geschützt. Mit der Entwicklung der Käseschmiere ist die Lanugobehaarung ein wichtiger Bestandteil der Haut des Fötus und dient zu dessen Schutz vor Vibrationen, Schall und Druck.
Die Lanugobehaarung wird zum Ende der Schwangerschaft abgestoßen, wodurch auch ein großer Teil der Käseschmiere verlorengeht. An den Stellen, wo größere Haarbezirke erhalten bleiben (Kopf, Augenbrauen, Wimpern, Schultergürtel, Kreuzbeinbereich), bleibt Käseschmiere erhalten. Bei manchen Säuglingen ist die Lanugo auch nach der Geburt noch vorhanden, fällt aber kurz danach aus.
Es wird vermutet, dass der Fötus einen Teil der abgestoßenen Lanugohaare durch den Mund wieder aufnimmt, woraufhin die darin enthaltenen Keratine die Peristaltik des kindlichen Darmes anregen.
Genauso wie die Käseschmiere zählt die Lanugobehaarung als ein Kriterium zur Beurteilung des Reifegrades des Neugeborenen. Je weniger bei der Geburt noch vorhanden ist, desto reifer wird das Kind eingeschätzt.
Bei Menschen mit bösartigen Tumoren oder extrem niedrigem Körpergewicht (z. B. bei Magersucht) kann es zur Ausbildung einer Lanugobehaarung kommen. Die Lanugobehaarung ist somit auch ein Schutzmechanismus des Körpers gegen Hitze und Kälte, wenn diese Funktion aufgrund des schwindenden Fettgewebes nicht mehr durch dieses gewährleistet werden kann. Außerdem können längeres Auftragen von Minoxidil sowie die Einnahme von Diazoxid, Phenytoin und Ciclosporin ein erneutes Wachstum von Lanugohaaren auslösen.
Evolutionsbiologisch lässt sich dies beim Menschen als ein genetisches Überbleibsel (Rudiment) seiner affenähnlichen Vorfahren erklären. Affenföten bilden ebenfalls eine Lanugo aus, die erst zu einem späteren Zeitpunkt durch ein Fell abgelöst wird.